# Cocooning

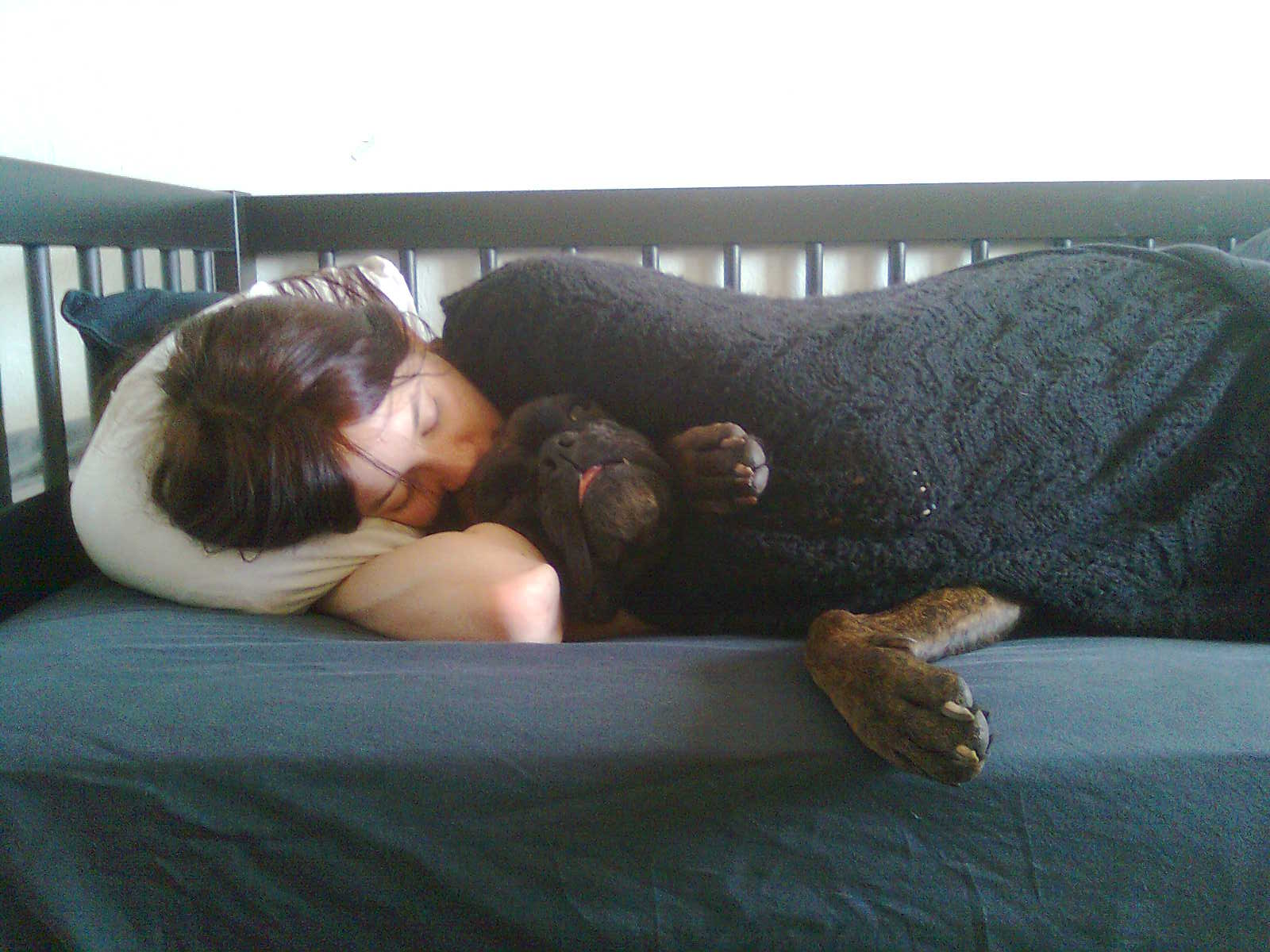
Une personne dormant confortablement avec un chien, une scène typique du cocooning.

Le cocooning, coconnage ou coucounage est un terme inventé en 1987 par la consultante en marketing et prévisionniste de tendances autoproclamée Faith Popcorn pour prédire les tendances de la décennie à venir. Elle désigne l’attitude consistant à se trouver si bien chez soi qu’on n’est guère poussé à en sortir excepté pour les nécessités vitales. L’idée est assez proche de ce que l’on nomme en français plus classique un comportement « casanier » (de casa, « maison »).

## Étymologie
Issu, à l'origine, du provençal coucoun signifiant « coque d'un œuf », mot qui a donné ensuite « cocon » en français, et enfin, plus directement, le terme cocoon en anglais avec son dérivé cocooning.

## Historique
Le terme est mal connu et, par conséquent, très peu utilisé dans le pays qui l’a vu naitre en considération des critiques, voire des railleries, que le concept de Popcorn a pu susciter aux États-Unis. Dans son ouvrage, The Fortune Sellers: The Big Business of Buying and Selling Predictions, William A. Sherden a démonté les affirmations de Popcorn selon lesquelles le cocooning allait prédominer, et qui se sont révélées entièrement fausses. De 1989 à 1994, contrairement à ses prédictions, la fréquentation des lieux de restauration a augmenté de 25 % tandis que celle des parcs et des centres de loisir et des musées augmentait de 61 % ; le nombre de voyages a augmenté de 21 %, la participation aux clubs de sport de 22 % et l’achat de billets de cinéma de 20 % pour conclure que ses prédictions n’étaient que des balivernes. Il s’est ensuite moqué de ses prétentions à un QI de 180, notant que celui des génies commence à 140, ainsi que de sa prétention à ne s’être jamais trompée alors que les chiffres démontrent sans ambigüité que ses prédictions sont entièrement fausses. Il se moque même du surnom de « Nostradamus du marketing » dont l’avait affublée le magazine Fortune en écrivant que Popcorn avait en effet en commun avec ce dernier d’avoir changé son nom de Plotkin en Popcorn pour « vendre beaucoup de sornettes à l’élite naïve ». Ruth Shalit a été plus dure encore. Dans un article dans le magazine New Republic intitulé « Faith Popcorn's CEO Scam », elle a écrit que « le rap familier sur Faith Popcorn est qu’elle est une bonne vieille escroqueuse qui arnaque les sociétés et les journalistes ».

### Un précurseur
Le premier auteur à avoir prévu une attitude généralisée de cocooning dans son futur semble être l'auteur britannique Edward Morgan Forster (Route des Indes, Two cheers for democracy) dans sa nouvelle de science-fiction La machine s’arrête. Il y imagine une humanité dont chaque individu vit à demeure dans sa cellule hexagonale, peu désireux de contacts humains directs ou de voyages, et qui ne communique que par le truchement d'appareils électroniques. Forster décrit une humanité qui va à sa perte parce que les systèmes fonctionnent de plus en plus mal et qui, ayant perdu le goût de l'action, assiste à cette dégradation avec fatalisme, voire indifférence.

### Époque moderne
Le XXe siècle a semblé donner tort à Forster, car les voyages ne cessaient au contraire de se multiplier. En revanche, le début du XXIe siècle, qui voit se généraliser les appareils électroniques qu'il décrit (visioconférence, Internet, appareils multimédia divers dans le même temps que les coûts du carburant, la crainte d'attentats et les difficultés financières commencent à diminuer l'enthousiasme d'une partie de la population  pour les voyages), voit apparaître une certaine tendance au cocooning.
Ce terme est repris volontiers par les services de marketing des fabricants de meubles ou d'accessoires pour désigner tout ce qui touche à l'environnement intérieur. Son sens dérive lentement vers une identité commerciale, de sorte qu'une personne achetant du matériel pour améliorer son intérieur, pratique le cocooning. On pourra noter l'analogie avec le tuning pour les voitures.